# Talsperre Santa Maria de Aguiar
Die Talsperre Santa Maria de Aguiar (portugiesisch Barragem de Santa Maria de Aguiar) liegt in der Region Mitte Portugals im Distrikt Guarda. Sie befindet sich im Naturschutzgebiet Internationaler Naturpark Douro (port. Parque Natural do Douro Internacional) und staut den Aguiar, einen linken (südlichen) Nebenfluss des Douro zu einem Stausee (port. Albufeira da Barragem de Santa Maria de Aguiar) auf. Die Kleinstadt Figueira de Castelo Rodrigo befindet sich ungefähr sechs Kilometer nordwestlich der Talsperre.
Mit dem Projekt zur Errichtung der Talsperre wurde im Jahre 1976 begonnen. Der Bau wurde 1981 fertiggestellt. Die Talsperre dient neben der Trinkwasserversorgung auch der Bewässerung. Sie ist im Besitz der Stadtverwaltung (Câmara Municipal) von Figueira de Castelo Rodrigo.

## Absperrbauwerk
Das Absperrbauwerk ist ein Staudamm mit einer Höhe von 20 m über der Gründungssohle. Die Dammkrone liegt auf einer Höhe von 624 m über dem Meeresspiegel. Die Länge der Dammkrone beträgt 450 m und ihre Breite 6 m. Das Volumen des Staudamms umfasst 154.000 m³.
Der Staudamm verfügt sowohl über einen Grundablass als auch über eine Hochwasserentlastung. Über den Grundablass können maximal 4,8 m³/s abgeleitet werden, über die Hochwasserentlastung maximal 155 m³/s. Das Bemessungshochwasser liegt bei 350 m³/s; die Wahrscheinlichkeit für das Auftreten dieses Ereignisses wurde mit einmal in 500 Jahren bestimmt.

## Stausee
Beim normalen Stauziel von 620 m (maximal 621,28 m bei Hochwasser) erstreckt sich der Stausee über eine Fläche von rund 1,1 km² und fasst 5,4 Mio. m³ Wasser – davon können 5,12 Mio. m³ genutzt werden. Das minimale Stauziel liegt bei 612 m.